# Lotus Emira
Lotus Emira (Type 131) — спортивне купе, розроблене компанією Lotus Cars.

## Опис

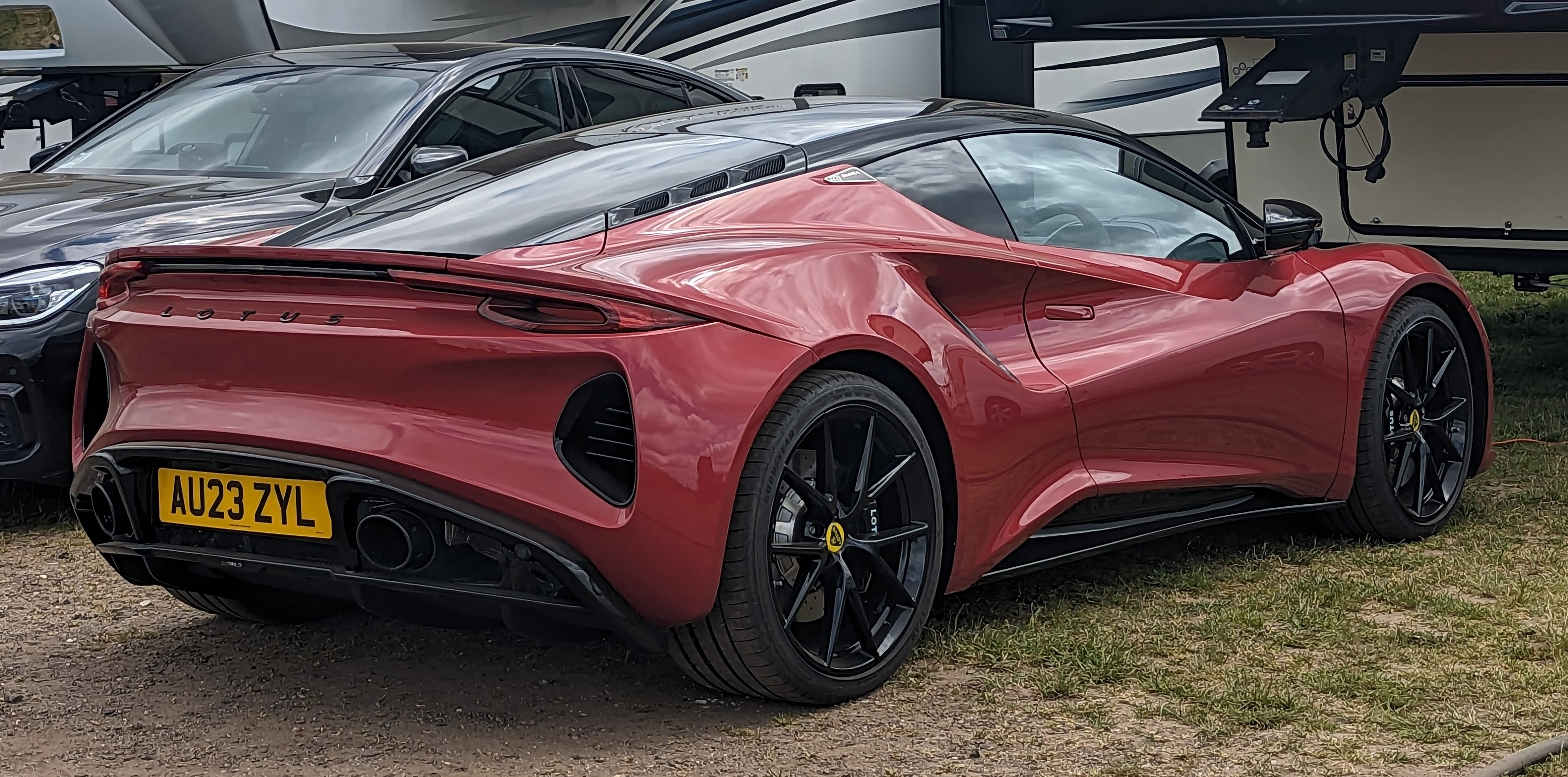
Lotus Emira V6 First Edition

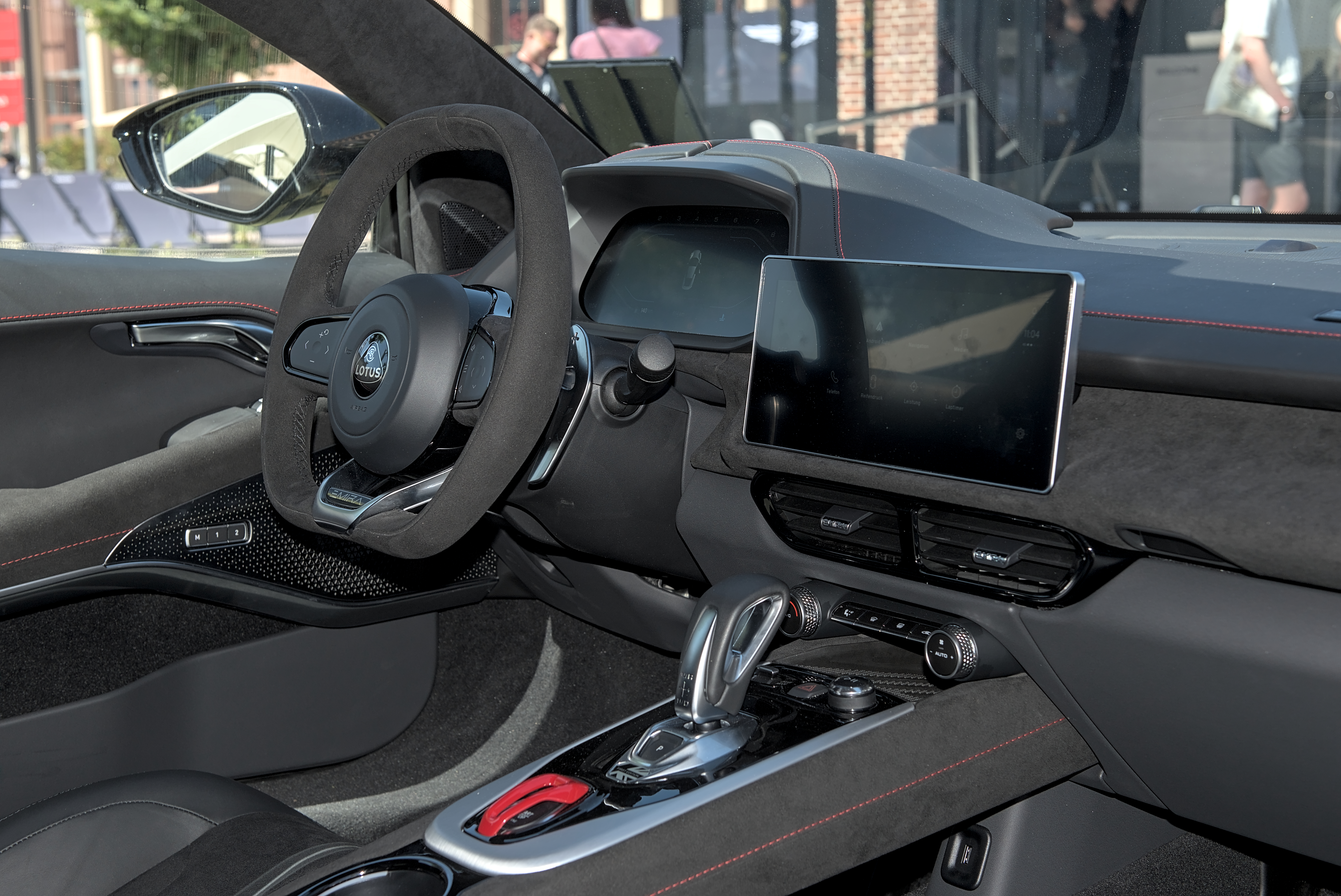

Спорткар був представлений 6 липня 2021 року під час Фестивалю швидкості в Гудвуді. Він оснащений або 3,5-літровим бензиновим двигуном V6 від Toyota потужністю 405 к.с., або 2,0-літровим бензиновим двигуном R4 від Mercedes-Benz M 139 потужністю 365 к.с. Постачання моделей V6 розпочалося навесні 2022 року, а моделей R4 — восени 2023 року. Обидва спочатку доступні лише в першому виданні. Виробництво відбувається на новій фабриці в Норвічі.
Серія покликана замінити три моделі: Elise, Exige і Evora. Серед конкуруючих моделей згадуються Alpine A110 і Porsche 718 Cayman.
Дизайн автомобіля подібний на Lotus Evija. Тримальний кузова виконаний з алюмінієвого сплаву.
Підвіска – пружинна, на подвійних поперечних важелях спереду і ззаду. Підсилювач керма - гідравлічний, в оснащенні заявлені сучасні електронні помічники водія, у тому числі адаптивний круїз-контроль, система розпізнавання дорожніх знаків та контроль за втомою водія.

### Emira GT4
Британська інжинірингова фірма RML Group та Lotus побудували гоночну версію купе Emira. Від дорожнього автомобіля Emira GT4 відрізняється кузовом з вуглепластику та покращеною аеродинамікою, в рух її наводить компресорний Toyota V6 2GR-FE об'ємом 3,5 літра. Автомобіль замінить старішу Evora GT4.
Вперше автомобіль був представлений восени 2023 року. Автомобіль дебютував у гонках у 2023 році на чемпіонаті GT Cup, після чого відбувся глобальний гоночний дебют на Great Bay GT Cup у листопаді 2023 року, де він зміг здобути 1-2 місця.

## Двигуни
- 2.0 L Mercedes-AMG M139 turbocharged I4 360 к.с. 430 Нм
- 3.5 L Toyota 2GR-FE supercharged V6 405 к.с. 420/430 Нм